# Ballada o Halo Jones
Ballada o Halo Jones (ang. The Ballad of Halo Jones) – pasek komiksowy autorstwa Alan Moore’a i Iana Gibsona opowiadający o żyjącej w pięćdziesiątym wieku everywoman – tytułowej Halo Jones, wydawany na łamach magazynu komiksowego 2000 AD w latach 1984–1986. Oryginalnie Ballada o Halo Jones została zaplanowana na dziewięć cyklów, ukazując życie Halo od okresu młodzieńczego do starości. Ostatecznie seria została przerwana po trzech cyklach z powodu sporu pomiędzy Moore’em a IPC Media, ówczesnym właścicielem 2000 AD, dotyczącego praw autorskich.

## Fabuła

### Księga Pierwsza
Rok 4949. 18-letnia Halo Jones żyje na zurbanizowanym pierścieniu otaczającym Ziemię. Jej adres zameldowania znajduje się w okolicach wschodniego wybrzeża Ameryki Północnej. Halo wraz z koleżankami zamierza pójść na zakupy, jednak podróż ta jest pełna przeszkód i niecodziennych przygód. Wróciwszy do swego apartamentu, Halo znajduje jedną ze swoich przyjaciółek, Brinnę zamordowaną, zaś kolejną – Ludy wciągniętą do muzycznej sekty. W tej sytuacji wraz z robopsem Brinny – Tobym decyduje się opuścić na zawsze Ziemię.

### Księga Druga
Halo zostaje stewardesą na pokładzie ekskluzywnego statku kosmicznego Clara Pandy, którym opuściła Ziemię, gdzie zaprzyjaźnia się z inną stewardesą, Toy Molto oraz wielokrotnie zmieniającą płeć Glyph, która jest permanentnie ignorowana. W trakcie rocznego rejsu Halo dowiaduje się, że to Toby stał za zamordowaniem Brinny na Ziemi, gdyż jest chory z miłości do Halo. Gdy Halo odrzuca jego uczucia, Toby decyduje ją zabić, jednak zostaje ostatecznie zniszczony. Podczas prologu czytelnik dowiaduje się, że Halo Jones po latach stała ważną postacią historyczną, o której uczy się w szkołach.

### Księga Trzecia
Po roku Clara Pandy kończy podróż na planecie Charlemagne. Tam Halo z rozczarowaniem odkrywa, iż jej przyjaciółka z Ziemi – Rodice zdecydowała tam zostać. Po kolejnym roku ona i Toy  na planecie Pwuc wcielają się do żeńskiego wojska i uczestniczą w dziesięcioletnim międzygalaktycznym konflikcie podobnym do wojny wietnamskiej. W międzyczasie jest w związku z przypominającym bestię Luizem Cannibalem, generałem ziemskich sił zbrojnych. Po śmierci Toy i dowiedzeniu się, że Cannibal stał za ludobójstwem jednej z planet odlatuje w nieznane, by wziąć los we własne ręce.

### Ewentualne kontynuacje
W związku z wydaniem zbiorczym Księgi Trzeciej w 1986 roku fani tytułu pytali o możliwość dalszych przygód Halo Jones, zaś Alan Moore i Ian Gibson nie wykluczali kontynuacji serii, mimo jej zawieszenia. Potem przez następne dwadzieścia lat Moore rzadko wspominał o Halo Jones. W styczniu 2006 w wywiadzie dla magazynu Mustard Moore powiedział, że dał ultimatum IPC Media – albo dadzą mu prawa autorskie do Halo Jones albo nigdy nie napisze dla nich dalszych historii z jej udziałem. Obie strony nie chciały pójść na ustępstwa i ostatecznie Ballada o Halo Jones nie była kontynuowana. W 2011 roku Moore ujawnił w wywiadzie dla 3:AM Magazine, że w Księdze Czwartej Halo Jones byłaby kosmiczną piratką. Ian Gibson wielokrotnie deklarował, iż chętnie wróciłby do ilustrowania serii.

## Tło
Alan Moore we wprowadzeniu wydania zbiorczego Księgi Pierwszej z 1986 roku napisał, iż jego zamiarem było uniknięcie typowych motywów z większości historii publikowanych w 2000 AD. Był zdania, by głównym bohaterem została kobieta:
W czasach, kiedy większość komiksów wydawnictwa IPC kierowanych do dziewczyn zdawała się właśnie zaliczać coś na kształt ostatniej z hucznej imprez studenckich, a także biorąc pod uwagę fakt, że 2000 AD trafia do liczniejszej grupy czytelniczek w porównaniu z grupą fanów jakiegokolwiek „męskiego” tytułu komiksowego na Wyspach, to że nasz tytuł powinien być o kobietach, wydawało się właściwą decyzją. Nie chciałem pisać o pięknej trzpiotki, która co rusz mdleje i ma problemy z utrzymaniem ubrań na sobie. Podobnie nie miałem ochoty wypuszczać na podbój świata kolejnej Twardej Suki z Dezintegratorem i Dodatkowym Chromosomem Y. Chciałem zwykłej kobiety, takiej, jaka może znaleźć się tobą w kolejce do kasy w Tesco, ale przeniesionej w krajobraz przyszłości, który - co by nie mówić - wydaje się oczywistym wymogiem dla „męskiego” komiksu science fiction. Stąd Ballada o Halo Jones.
Za zilustrowanie publikacji odpowiadał Ian Gibson, który współpracował z Moore’em przy Szokach przyszłości Tharga. Ian Gibson był w takim samym stopniu twórcą jak Alan Moore i oboje aktywnie uczestniczyli w opracowaniu świata przedstawionego:
Wróciłem do niego [Alana Moore’a], sugerując, że gdyby [Halo Jones] miała zamiar „uciec” z czegokolwiek, czym jest jej życie, mielibyśmy więcej dla niej sympatii, gdybyśmy wiedzieli więcej o jej świecie. I jak powiedziałem wcześniej gdzie indziej: czy jest lepszy sposób na poznanie świata niż pójście na zakupy w nim ...? Więc wziął to na pokład i wymyślił Hoop. Wszystko, co musiałem zrobić, to wyjaśnić mu infrastrukturę – w tym sensie, że Manhattan nie chciałby zasilać ogromnego getta dla bezrobotnych. Sprawili, by zasilało Manhattan - więc zamieniłem Hoop w ogromny generator energii falowej. Problem rozwiązany!!

## Odbiór
Początkowo Ballada Halo Jones nie cieszyła się estymą czytelników 2000 AD z powodu odmiennej tematyki.
Gdybym miał najwięźlej podsumować, co składa się na klasykę 2000 AD, prawdopodobnie ograniczyłbym się do tych trzech słów: broń, faceci i krew (u może parę żartów rzuconych dla równowagi). Nietypowe, że gdy poproszono mnie pierwszy raz o zaprojektowanie serii od zera dla tamtego wydawnictwa, zdecydowałem się na statki, związki  i wyprawy na zakupy. (...) Rzecz jasna, ze względu na charakter historii, nie była to pozycja dla wszystkich. (...) W mojej opinii chodziło tak naprawdę o to, że za mało było w nim przemocy, ale biorąc pod uwagę, że ci czytelnicy płacili za komiks aż dwadzieścia cztery pensy tygodniowo, mieli wszelkie prawo narzekać na nudę. Mówiąc krótko, z wielu powodów pierwszy tom Halo Jones nie wszystkim przypadł do gustu. – tak tłumaczył Alan Moore w 1986 roku słaby odbiór pierwszych odcinków.
Za to następne cykle spotkały z większym uznaniem. Krytycy uważają, iż Księga Trzecia jest najlepsza z całej trylogii. Z czasem cała seria została doceniona i wymieniana jest jako jeden ze szczytowych osiągnięć 2000 AD.
Tygodnik The Observer nazwał Halo Jones „prawdopodobnie pierwszą feministyczną bohaterką w komiksach”, zachwalając geniusz Moore’a i talent rysowniczy Gibsona.
Chris Mitchell dla Spike Magazine na wieść o reprincie serii na rynku amerykańskim określił jako „zbrodnię, że przez lata nie planowano dodruków Halo Jones” i określił ją jako „jedną z najlepszych powieści graficznych, jakie kiedykolwiek stworzono” i dobrą alternatywę dla komiksu superbohaterskiego.
Wydanie zbiorcze Ballady o Halo Jones z 2001 roku zostało uznana za trzecią najlepszą książkę 2001 roku przez czytelników magazynu Dreamwatch.

## Wydanie zbiorcze
Każdy z cykli został wydany osobno w 1986 roku przez Titan Books. Pierwsze wydanie zbiorcze całości miało premierę w 1991 roku ze wstępem Iana Gibsona i za publikację ponownie odpowiadało Titan Books, która wznowiło Balladę Halo Jones w latach 2001 i 2003. Za dalsze wydania zbiorcze odpowiadało już Rebellion Developments wydane kolejno w latach 2005, 20013 i 2017. W Polsce Balladę o Halo Jones wydało Studio Lain w maju 2015 roku.
W 2018 roku została wydana wersja Ballady Halo Jones w wersji kolorowej, z kolorami autorstwa Barbary Nosenzo. Polskie wydanie zbiorcze wszystkich trzech cykli w tej wersji zostało wydane przez Studio Lain w lipcu 2019 roku.